# Codenames
Codenames is een kaartspel uit 2015 voor 2 tot 8 spelers, ontworpen door Vlaada Chvátil en uitgegeven door Czech Games.
Twee teams spelen tegen elkaar - elk team heeft een 'Spymaster' die aanwijzingen geeft aan zijn spion(nen) die betrekking kunnen hebben op meerdere woorden op het speelveld. De spionnen moeten proberen hun woorden te raden zonder die van de tegenstander aan te wijzen. De woorden zijn de codenamen van informanten. In 2016 won Codenames de Spiel des Jahres prijs in Duitsland, alsmede de Gouden Ludo in België.